# Bono
Bono, właśc. Paul David Hewson (ur. 10 maja 1960 w Dublinie) – irlandzki piosenkarz, muzyk i filantrop. Od 1976 lider, wokalista i gitarzysta zespołu rockowego U2.

## Życiorys

### Rodzina i edukacja
Dorastał z rodzicami i starszym o siedem lat bratem Normanem w domu przy Cedarwood Road 10 w Ballymun w Dublinie. Pochodził z rodziny mieszanej wyznaniowo: ojciec Bobby Hewson (z zawodu urzędnik pocztowy) był katolikiem, a matka Iris z domu Rankin (z zawodu krawcowa) – protestantką. Ojciec uczęszczał do kościoła katolickiego, a Bono z matką i bratem brali udział w nabożeństwach w kościele protestanckim św. Kanizjusza w Finglas. W kościelnych psalmach i hymnach znalazł pierwsze inspiracje do swoich późniejszych utworów. Ze względu na rodziców i ich wiarę, nie określa swojego wyznania, ma też wątpliwości odnośnie do samego systemu religijnego.
Naukę rozpoczął w protestanckiej szkole podstawowej Ink Bottle w Glasnevin, w 1971 przeniósł się do szkoły działającej przy katedrze św. Patryka, ale z powodu konfliktu z nauczycielką języka hiszpańskiego już w następnym roku szkolnym zaczął uczęszczać do świeckiej szkoły Mount Temple Comprehensive School w Clontarf. W okresie nauki w Mount Temple brat nauczył go grać na gitarze. Interesował się także grą w szachy, a kiedy miał 12 lat, wziął udział w międzynarodowym konkursie szachowym.
Gdy miał 14 lat, 12 września 1974 na udar mózgu zmarła jego matka. Po jej śmierci zaczął przechodzić nastoletni bunt, opuścił się w nauce i zamknął na innych ludzi. Z myślą o matce w późniejszych latach napisał kilka utworów, m.in. „Mofo”, „Lemon”, „I Will Follow” i „Iris (Hold Me Close)”. Ojciec Bono zmarł 21 sierpnia 2001. Artysta poświęcił mu piosenki: „How to Dismantle an Atomic Bomb” i „Sometimes You Can’t Make It on Your Own”.
Kiedy miał 15 lat, dorabiał, sprzedając kalendarze. Pracował także na stacji benzynowej i jako listonosz na poczcie. Należał do surrealistycznego gangu ulicznego Lypton Village, w którym razem z przyjaciółmi organizował artystyczne performansy (np. grali bożonarodzeniowe koncerty w środku lata). Studiował język angielski i historię na irlandzkiej uczelni państwowej, jednak po dwóch tygodniach został usunięty z uczelni przez nieznajomość języka ojczystego.

### Działalność artystyczna
25 września 1976 wraz z Adamem Claytonem oraz braćmi Dikiem i Davidem Evansami odpowiedział na anons zamieszczony na szkolnej tablicy ogłoszeń przez Larry’ego Mullena Juniora, który poszukiwał ludzi zainteresowanych założeniem zespołu. W wyniku tego spotkania powstał zespół Feedback, później przemianowany na The Hype, a po rezygnacji Dika Evansa w 1978 – na U2. Bono początkowo był gitarzystą U2 wraz z The Edgem, jednak z czasem ustąpił mu miejsca i został wokalistą U2, choć czasem okazjonalnie gra na gitarze (m.in. w utworach: „Walk On”, „The Fly”, „One”, „Kite”, „Crumbs from Your Table” czy „Original of the Species”). Gra także na harmonijce (m.in. w utworze „Running to Stand Still”).
W dniu swoich 18. urodzin w 1978 napisał piosenkę „Out of Control”. Jest głównym tekściarzem zespołu i autorem słów do prawie wszystkich piosenek U2. Jego poetyckie teksty mają często chrześcijański czy religijny wydźwięk, ale poruszają także problemy społeczne oraz polityczne. Na debiutanckim albumie U2 pt. Boy zamieścił teksty stanowiące o nastoletniej niewinności i wchodzeniu w dorosłość. Na kolejnej płycie, October (1981), zawarł m.in. teksty o dylematach, które stawiane są przed ludźmi wkraczającymi w dorosłość. Na przełomie lat 80. i 90. XX wieku wraz z zespołem urozmaicił swoją sceniczną aktywność, a na widowiskowej trasie koncertowej Zoo TV Tour m.in. wykreował kilka alter ego, które odgrywał w czasie koncertów (a także czasami poza nimi); do najsłynniejszych z nich należeli: MacPhisto (cyniczny były gwiazdor estrady, który nie może pogodzić się z przemijającym czasem, obdarzony charakterem i wyglądem diabła), The Fly (gwiazdor rocka w wielkich okularach przeciwsłonecznych i skórzanej kurtce), Mr. Mirror Ball Man (próżny i zapatrzony w siebie król estrady z nieodłącznym lustrem, w którym podziwia swoje oblicze). Ponadto w trakcie koncertów (zwykle jako MacPhisto) dzwonił do różnego typu instytucji czy postaci w celach prowokacyjnych; próbował w ten sposób porozmawiać telefonicznie z wieloma ważnymi osobistościami, m.in. prezydentem Stanów Zjednoczonych George’em Bushem, kanclerzem Niemiec Helmutem Kohlem, byłą premier Wielkiej Brytanii Margaret Thatcher oraz papieżem Janem Pawłem II. W kolejnej trasie koncertowej PopMart Tour, która odbyła się w drugiej połowie lat 90., wraz z zespołem kontynuował widowiskowy charakter koncertów nastawiony w dużej mierze na show. Występował wtedy m.in. w kostiumie imitującym męską muskulaturę, a także skrócił do tej pory zawsze długie włosy.
W lipcu 1984 wystąpił podczas koncertu Boba Marleya w Slane, wykonując przebój „Blowin’ in the Wind” wraz z artystą i Carlosem Santaną. 25 maja 2003 wystąpił podczas koncertu „Pavarotti i przyjaciele” w Modenie, na którym zaśpiewał utwór „One” i duet „Ave Maria” z Luciano Pavarottim. Współtworzył piosenki dla innych wykonawców, m.in. dla Roya Orbisona („She’s a Mystery to Me”, 1989) i Toma Jonesa („Sugar Daddy”, 2008).
W 2021 wraz z The Edge’em i Martinem Garrixem nagrał utwór „We Are the People”, będący oficjalnym hymnem Mistrzostw Europy w Piłce Nożnej 2020. W 2022 wydał książkę autobiograficzną pt. „Surrender: 40 Songs, One Story”.

### Działalność charytatywna

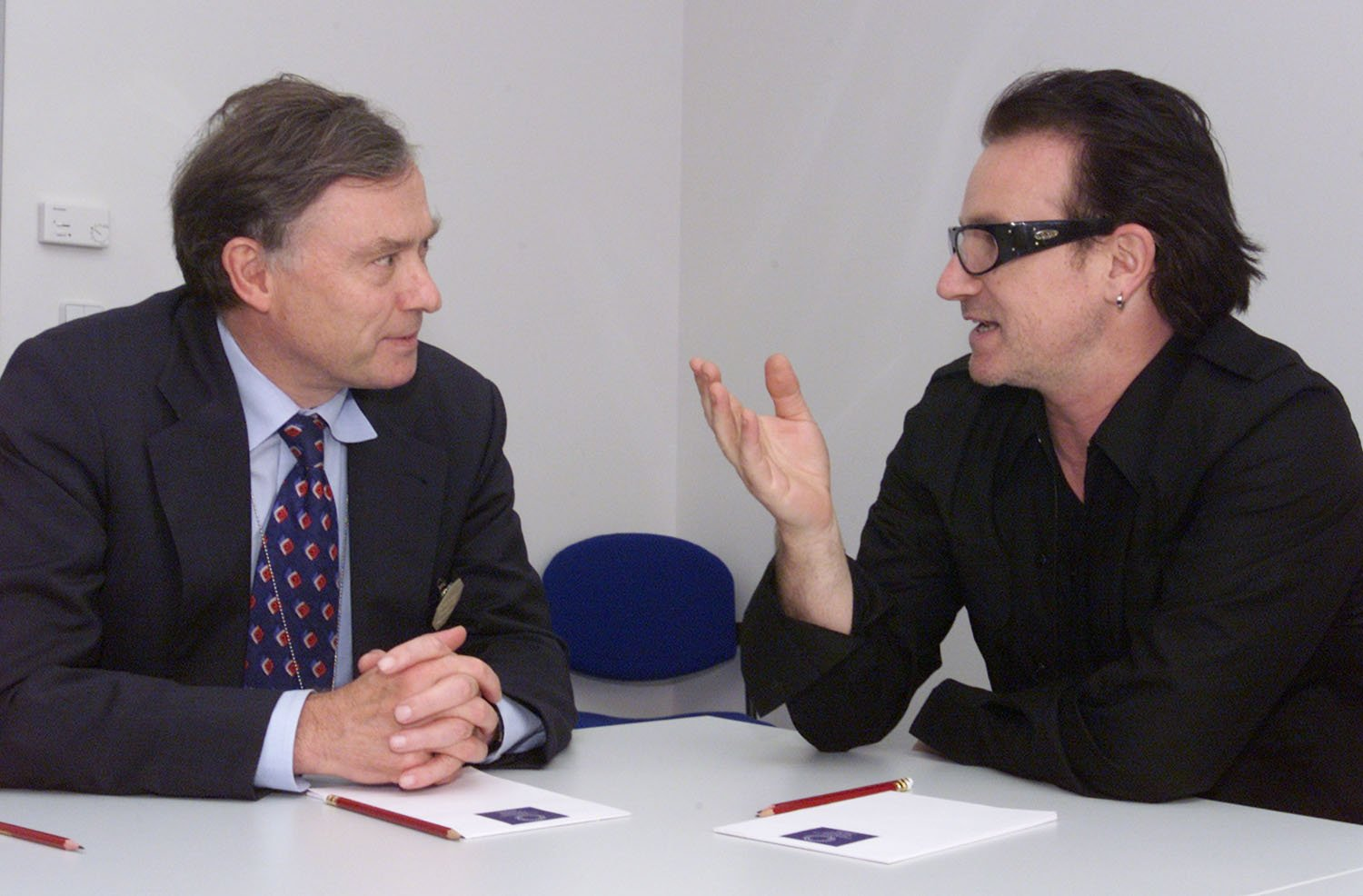
Bono podczas rozmowy z Horstem Kohlerem, ówczesnym szefem Międzynarodowego Funduszu Walutowego

W wywiadzie dla magazynu „Rolling Stone” w 1986 wyjaśnił, że do zaangażowania się w sprawy społeczne i polityczne skłoniło go obejrzenie w 1979 pokazu charytatywnego The Secret Policeman’s Ball Johna Cleese’a i producenta Martina Lewisa dla Amnesty International, organizacji walczącej o prawa człowieka. W 2001 zaaranżował nagranie przez U2 materiału z występu na żywo dla pokazu Amnesty z tego roku. Z zespołem pojawił się u boku Stinga na amerykańskiej trasie koncertowej Amnesty Conspiracy of Hope.
W 1984 w ramach akcji Band Aid wziął udział w nagraniu singla „Do They Know It’s Christmas?/Feed the World”, a w lipcu 1985 wystąpił z U2 podczas koncertu Live Aid na Stadionie Wembley; oba projekty charytatywne zostały zorganizowane przez Boba Geldofa z myślą o udzieleniu pomocy głodującym Etiopczykom. Jesienią 1985 wraz z żoną Ali udali się do Etiopii, gdzie przez pięć miesięcy pomagali jako wolontariusze tamtejszym mieszkańcom w czasie klęski głodu.
Od końca lat 90. XX w. spotkał się z różnymi wpływowymi politykami, m.in. z prezydentami Stanów Zjednoczonych: George’em W. Bushem i Billem Clintonem, prezydentem Rosji Władimirem Putinem, kanclerzem Niemiec Gerhard Schröderem, prezydentem Francji Jaqcuesem Chirakiem i premierem Wielkiej Brytanii Tonym Blairem, a także z ważnymi osobistościami, m.in. Desmondem Tutu i Nelsonem Mandelą. W marcu 2002, w czasie wizyty w Białym Domu, towarzyszył Bushowi przy przemówieniu na murawie siedziby głowy USA po tym, jak ten ogłosił pakiet pomocy o wartości 5 mln dol.. Dwa miesiące później wyruszył z amerykańskim sekretarzem skarbu Paulem O’Neillem na wyjazd do czterech krajów Afryki.

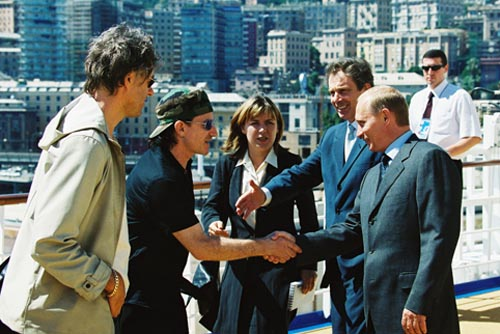
Bono i Władimir Putin (2001)

Głównym przedmiotem zainteresowania Bono, jeśli chodzi o działalność charytatywną, jest sprawa umorzenia długów afrykańskim państwom przez zachodnie kraje. Był jednym z głównych ambasadorów ruchu społecznego Jubilee 2000, który na przełomie wieków dążył do umorzenia długów Trzeciego Świata}. W ramach tej akcji m.in. spotkał się 23 września 1999 z Janem Pawłem II, a podczas spotkania doszło do spontanicznej wymiany prezentów między wokalistą U2 a papieżem – Bono, widząc zainteresowanie Jana Pawła II swoimi niebieskimi okularami przeciwsłonecznymi, podarował mu je, a w zamian otrzymał różaniec, który od tamtej pory zawsze nosi na szyi.
W 2002 został jednym z fundatorów i ambasadorów pozarządowej organizacji DATA (Debt, AIDS and Trade for Africa), której celami statutowymi są: redukcja zadłużenia państw afrykańskich, walka z epidemią AIDS w Afryce i umacnianie instytucji demokratycznych w państwach afrykańskich. W 2004 stworzył organizację non-profit  One Campaign, która walczy z afrykańskimi ubóstwem i epidemiami poprzez podnoszenie świadomości społecznej i wywieranie presji na przywódców politycznych, aby wspierali skuteczne strategie i programy służące ratowaniu życia i poprawie przyszłości kontynentu. W styczniu 2006 współtworzył inicjatywę Product Red, której celem było zdobywanie środków pieniężnych na walkę z najpoważniejszymi afrykańskim epidemiami: AIDS, gruźlicą i malarią. W 2008 DATA została włączona do One Campaign, a w 2012 częścią organizacji została też inicjatywa Product Red, która od tej pory działa pod szyldem One. One Campaign wspierana jest przez ponad 3 mln członków na całym świecie.

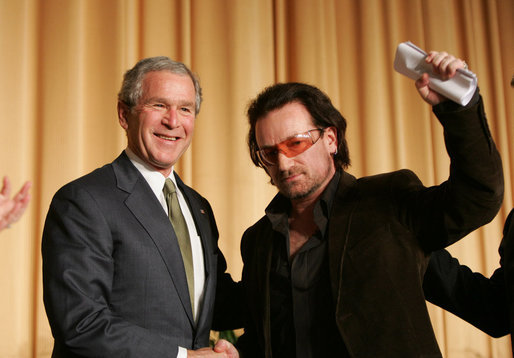
Bono i George Bush na 54. Annual National Prayer Breakfast (2006)

W 2005, w 20. rocznicę koncertów Live Aid, wraz z Bobem Geldofem zorganizowali w 11 miastach świata koncerty w ramach Live 8. Równocześnie powstała kampania społeczna Make Poverty History (pol. Odeślijmy ubóstwo do historii), która miała kontynuować dzieło Live Aid i Live 8 poprzez liczne lokalne odmiany na niemalże wszystkich kontynentach.
2 lutego 2006 przemawiał przed prezydentem Bushem na 54. Annual National Prayer Breakfast w hotelu Hilton Washington, a w mowie pełnej odwołań do Biblii zachęcał do wspierania osób objętych kryzysem społecznym i ekonomicznym oraz zawarł m.in. wezwanie do preznaczenia na te cele „dziesięciny” (dodatkowego 1% z budżetu USA).

### Działalność biznesowa
W 2000 razem z bratem Normanem otworzył sieć zdrowych fast foodów „Nude”, która została zamknięta w 2010.
Od 2004 zasiada w zarządzie spółki inwestycyjnej Elevation Partners, zajmującej się inwestycjami w zakresie własności intelektualnej w mediach i rozrywce. Bono jest również fundatorem spółki, a jej nazwa pochodzi od jednej z piosenek U2 – „Elevation”. W 2009, poprzez Elevation Partners, zakupił 1,5% akcji portalu Facebook za ok. 200 mln dolarów, a po dwóch latach wartość jego akcji wzrosła do ok. 975 mln dolarów.
W 2005 wraz z żoną Ali Hewson stworzył markę odzieży „Edun” z myślą o promowaniu pozytywnych wzorców poprzez swoje stosunki handlowe z Afryką. W swoich projektach często czerpie inspiracje z afrykańskiej mody.

### Wyróżnienia

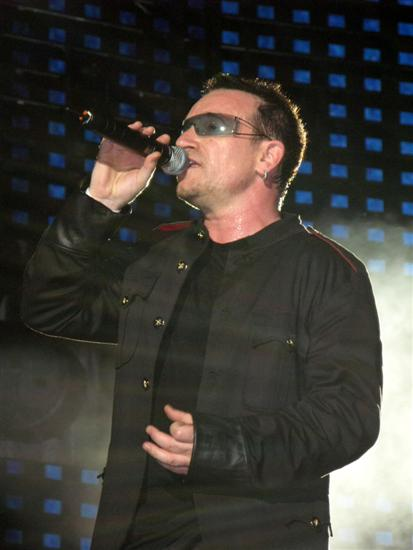
Bono podczas koncertu w Honolulu (2006)

W 1999 otrzymał nagrodę MTV Free Your Mind w uznaniu jego działalności pozamuzycznej.
28 lutego 2003 został wyróżniony najwyższym francuskim odznaczeniem państwowym – Orderem Legii Honorowej, które otrzymał z rąk prezydenta Francji Jacques Chiraca za „pracę na rzecz redukcji zadłużenia państw Trzeciego Świata oraz walkę w powstrzymaniu epidemii AIDS na kontynencie afrykańskim”.
W 2003 i 2005 był jednym ze 199 nominowanych do Pokojowej Nagrody Nobla za swoją pracę ku zmniejszeniu długów państw Trzeciego Świata oraz za uświadamianie społeczeństwa o AIDS.
W 2005 magazyn „Time” ogłosił go człowiekiem roku (wraz z Billem i Melindą Gates).
W grudniu 2006 został uhonorowany przez brytyjską królową Elżbietę II Orderem Imperium Brytyjskiego z tytułem Kawalera Komandora. W marcu 2007 odebrał honorowy tytuł szlachecki za „zasługi na rzecz walki z ubóstwem w byłych koloniach Zjednoczonego Królestwa”.
W lipcu 2013 otrzymał Order Sztuki i Literatury, francuskie odznaczenie kulturalne.
W listopadzie 2016 został wyróżniony tytułem „mężczyzna roku” magazynu „Glamour”.
W 2022 otrzymał ukraiński Order „Za zasługi” III klasy.
W 2025 roku otrzymał Prezydencki Medal Wolności nadany przez Joe Bidena.

### Życie prywatne
31 sierpnia 1982 poślubił szkolną miłość Alison Stewart, z którą ma czworo dzieci: córki Jordan (ur. 10 maja 1989) i Eve (ur. 7 lipca 1991) oraz synów Elijaha (ur. 18 sierpnia 1999) i Johna (ur. 21 maja 2001). Starszy z jego synów jest wokalistą i gitarzystą zespołu Inhaler. Mieszka w Killiney nieopodal Dublina, ma także dom w Nicei i jest właścicielem jednej z wież w Bray.
W 1981 przyłączył się do grupy chrześcijańskiej Shalom Christianity.
W październiku 2014 ujawnił, że charakterystyczne okulary przeciwsłoneczne nosi z powodu jaskry. W 2016 przeszedł ośmiogodzinną operację serca.

## Filmografia
- Entropia (1999, reżyseria: Phil Joanou)
- Million Dollar Hotel (autor historii i statysta; 2000, reżyseria: Wim Wenders)
- Across the Universe (2007, reżyseria: Julie Taymor)
- Happy Birthday Oscar Wilde (2004, film dokumentalny, reżyseria: Bill Hughes)[76]
- Bob Geldof: Saint or Singer? (2004, film dokumentalny, reżyseria: Mike Connolly)[77]
- Horslips: Return of the Dancehall Sweethearts (2005, film dokumentalny, reżyseria: Maurice Linnane)[78]
- The Work of Director Anton Corbijn (2005, film dokumentalny, reżyseria: Anton Corbijn)[79]
- Johnny Mercer: The Dream’s on Me (2009, film dokumentalny, reżyseria: Bruce Ricker)[80]
- A Decade of Difference: A Concert Celebrating 10 Years of the William J. Clinton Foundation (2011, film dokumentalny, reżyseria: Michael Dempsey)[81]
- Sing 2 (Clay Calloway; 2021, film animowany, reżyseria: Garth Jennings)